# (448051) Pepisensi
(448051) Pepisensi est un astéroïde de la ceinture principale.

## Description
(448051) Pepisensi est un astéroïde de la ceinture principale. Il fut découvert le 31 mars 2008 à l'observatoire de La Murta dans la région de Murcie en Espagne, par Sensi Pastor et José Antonio de los Reyes. Il présente une orbite caractérisée par un demi-grand axe de 2,77 UA, une excentricité de 0,10 et une inclinaison de 26,6° par rapport à l'écliptique.